# Mauritz Hellberg

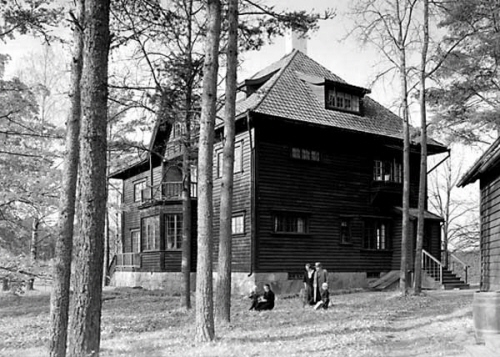
Hellbergs Villa Skogsbrynet på nuvarande Hellbergsvägen i Karlstad. Ark. Svante Dyhlén

Karl Mauritz Hellberg (i riksdagen kallad Hellberg i Karlstad), född 14 oktober 1859 i Långserud, död 30 juli 1947 i Karlstad, var en svensk tidningsman och politiker (liberal), ordförande för Liberala riksdagspartiet 1929–1930. 

## Biografi
Mauritz Hellberg var son till en lantmätare, och blev filosofie kandidat vid Uppsala universitet 1888. Under studenttiden var han ordförande för den radikala studentföreningen Verdandi 1886–1887. 
Hellberg blev 1888 medarbetare i Karlstads-Tidningen, vars chefredaktör han sedan var 1890–1939 - alltså i nästan ett halvsekel. Från och med 1903 var han också tidningens ansvarige utgivare och 1904 blev han delägare. Han var starkt engagerad i kampen för allmän rösträtt och var vice ordförande vid 1893 och 1896 års folkriksdagar, som ordnades i protest mot att den vanliga riksdagen inte var vald av en majoritet av folket, och tog initiativet till den stora rösträttspetitionen 1899. Trots varm fredsvän intog Hellberg en avgjort försvarsvänlig ställning. I unionsfrågan höll Hellberg på en gemensam utrikespolitik för Sverige och Norge, men förordade 1905 en fredlig lösning.
Hellberg var från 1910 medlem av Värmlands läns landsting, 1919–1930 som dess ordförande.
Hellberg var riksdagsledamot i första kammaren för Värmlands läns valkrets 1911–1925 samt från den 30 mars 1928 till 1933 års utgång. I riksdagen tillhörde han Frisinnade landsföreningens riksdagsgrupp Liberala samlingspartiet, och vid den liberala partisplittringen övergick han till Sveriges liberala parti och var också ordförande i dess riksdagsgrupp Liberala riksdagspartiet mellan 1929 och 1930. 
Mauritz Hellberg var en av undertecknare av socialdemokraten Alfred Petréns motion om inrättande av ett rasbiologiskt institut som inlämnades till riksdagens båda kammare 23 januari 1920.
I riksdagen var han bland annat ledamot i konstitutionsutskottet 1912–1925, 1929–1931 samt 1933. Han arbetade mycket hårt för en rösträttsreform och var också ledamot i flera av de statliga utredningar som föregick olika utvidgningar av rösträtten. Han arbetade också för ökad religionsfrihet. I en motion 1914 föreslog han ett fredsmonument vid norska gränsen.
Hellberg trodde på människans egen förmåga att genom demokrati och folkupplysning själv lösa sin tids plågsamma politiska och sociala problem. Selma Lagerlöf kallade honom för "den glade optimisten". Spåren av uppväxten i herrskapsklassen präglade honom emellertid med personligt främlingskap för den enskilde arbetaren. Han var vän med Gustaf Fröding, en vänskap som var livsavgörande för båda, något som Hellberg skildrat i Frödingminnen (1925).
Hellbergs gravvård återfinns på Långseruds kyrkogård nordväst om Säffle i Värmland.